# Giro de la Pulla
El Giro de la Pulla (en italià Giro di Puglia) va ser una cursa ciclista per etapes que es disputà a la Pulla, Itàlia, entre 1972 i 1998, amb l'excepció de 1994 i 1995. El primer vencedor fou Franco Bitossi, mentre que Giuseppe Saronni, amb tres victòries, fou qui més vegades la guanyà.

## Palmarès
| Any                   | Vencedor                 | Segon                    | Tercer                   |
| --------------------- | ------------------------ | ------------------------ | ------------------------ |
| 1972                  | Franco Bitossi           | Gösta Pettersson         | Tomas Pettersson         |
| 1973                  | Felice Gimondi           | Franco Bitossi           | Michele Dancelli         |
| 1974                  | Fabrizio Fabbri          | Ole Ritter               | Sigfrido Fontanelli      |
| 1975                  | Giovanni Battaglin       | Franco Bitossi           | Constantino Conti        |
| 1976                  | Francesco Moser          | Miguel María Lasa        | Gianbattista Baronchelli |
| 1977                  | Pierino Gavazzi          | Marino Basso             | Giuseppe Saronni         |
| 1978                  | Giuseppe Saronni         | Francesco Moser          | Wladimiro Panizza        |
| 1979                  | Roger de Vlaeminck       | Vittorio Algeri          | Silvano Contini          |
| 1980                  | Giuseppe Saronni         | Gianbattista Baronchelli | Knut Knudsen             |
| 1981                  | Gianbattista Baronchelli | Claudio Torelli          | Giovanni Mantovani       |
| 1982                  | Alf Segersall            | Vittorio Algeri          | Gianbattista Baronchelli |
| 1983                  | Mario Noris              | Gianbattista Baronchelli | Vinko Poloncic           |
| 1984                  | Giovanni Mantovani       | Claudio Torelli          | Gianbattista Baronchelli |
| 1985                  | Silvano Contini          | Fabrizio Verza           | Luciano Rabottini        |
| 1986                  | Roberto Pagnin           | Giuseppe Saronni         | Dag-Erik Pedersen        |
| 1987                  | Guido Bontempi           | Roberto Visentini        | Ezio Moroni              |
| 1988                  | Giuseppe Saronni         | Franco Chioccioli        | Stephan Joho             |
| 1989                  | Angelo Lecchi            | Emanuele Bombini         | Fabrizio Convalle        |
| 1990                  | Guido Bontempi           | Stefano Colagé           | Marco Vitali             |
| 1991                  | Fabiano Fontanelli       | Enrico Zaina             | Marco Lietti             |
| 1992                  | Dominique Arnould        | Gérard Rué               | Christophe Manin         |
| 1993                  | Giuseppe Calcaterra      | Luca Gelfi               | Massimo Ghirotto         |
| 1994-95. No disputada |                          |                          |                          |
| 1996                  | Fabrizio Guidi           | Francesco Casagrande     | Stefano Colagé           |
| 1997                  | Silvio Martinello        | Sergio Barbero           | Glenn Magnusson          |
| 1998                  | Glenn Magnusson          | Massimo Donati           | Jaan Kirsipuu            |